# Robert Wirth

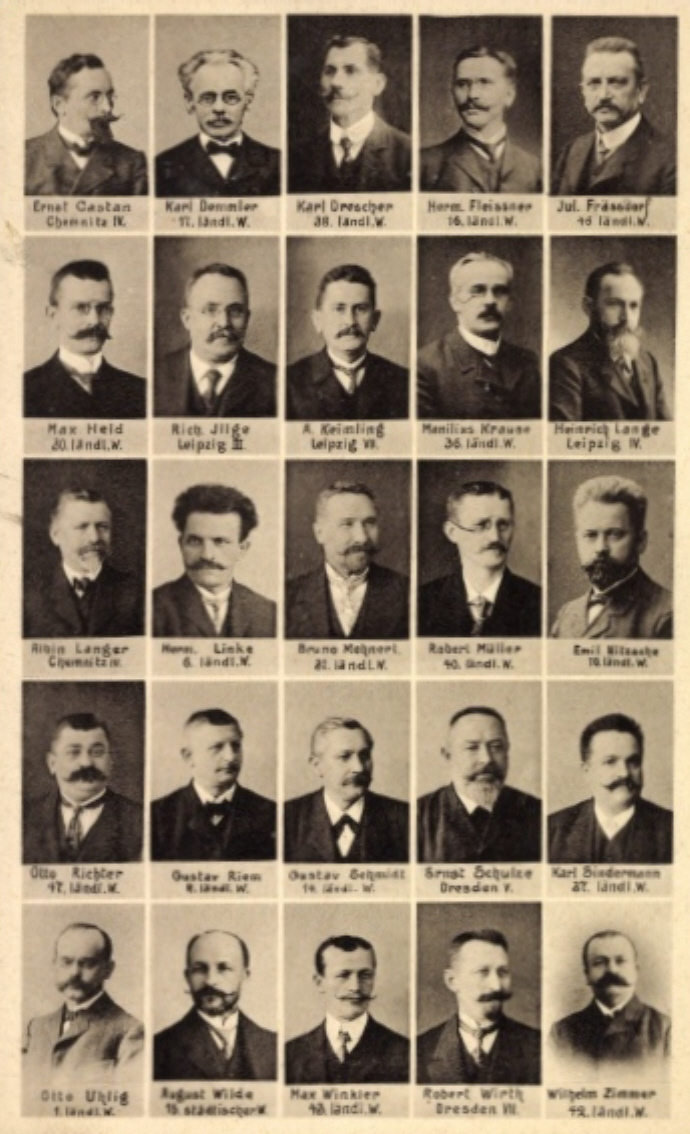
Robert Wirth (untere Reihe, zweiter von rechts) und die anderen Mitglieder der sozialdemokratischen Fraktion des sächsischen Landtags, 1909

Ferdinand Robert Wirth (* 3. Juni 1866 in Cunnersdorf; † 1. September 1960 in Dresden) war ein deutscher Politiker (SPD, ASPD, SED) und von 1909 bis 1929 Mitglied des Sächsischen Landtages.

## Leben
Wirth erlernte nach dem Besuch der Volksschule den Beruf des Maschinenformers. Später war er als Eisenbahnschaffner tätig. Von 1905 bis 1909 war Wirth Angestellter des Transportarbeiterverbands und anschließend bis 1917 Lagerhalter des Konsumvereins „Vorwärts“ in Dresden. Von September 1917 bis 1931 amtierte er in Dresden als Bezirksleiter des Eisenbahnerverbands.
Von 1909 bis 1918 gehörte Wirth für die SPD dem Sächsischen Landtag im Königreich Sachsen an. 1918 wurde er Vorsitzender der SPD-Wahlkreisorganisation Sachsen 6 (Dresden). Von 1919 bis 1920 war Wirth Mitglied der Sächsischen Volkskammer und von 1920 bis 1929 des Sächsischen Landtags. Von 1919 bis zum 15. April 1926 amtierte er als Vorsitzender der SPD-Fraktion. Von 1919 bis 1932 war Wirth außerdem Stadtverordneter in Dresden und von 1922 bis 1924 ihr Vorsteher.
Im Zusammenhang mit dem Sachsen-Streit um den Kurs der Landespartei geriet Wirth zusammen mit der Mehrheit der SPD-Landtagsfraktion in Konflikt mit dem SPD-Landesverband, was schließlich am 15. April 1926 zur Spaltung der Fraktion führte. Die Fraktionsmehrheit gründete daraufhin unter maßgeblicher Beteiligung von Wirth und dem sächsischen Ministerpräsidenten Max Heldt die Alte Sozialdemokratische Partei Sachsens (später Alte Sozialdemokratische Partei Deutschlands), für die er von 1926 bis 1929 erneut dem Sächsischen Landtag angehörte und wieder als Fraktionsvorsitzender fungierte. In dieser Wahlperiode amtierte er auch als stellvertretender Schriftführer des Landtags. Wirth war während seines Engagements in der ASPD Gesellschafter der Volksstaat-Druckerei und Verlagsanstalt Wirth & Co. in Dresden, die als Parteiorgan die Tageszeitung Der Volksstaat verlegte. Nach der Auflösung der ASPD trat er 1932 wieder in die SPD ein.
Nach dem Zweiten Weltkrieg gehörte Wirth zu den Wiedergründern der SPD in Dresden. Obwohl er ein Kritiker der Zwangsvereinigung von SPD und KPD zur SED war, schloss er sich der neuen Partei an und war für sie bis 1947 als Alterspräsident des Dresdner Stadtverordnetenkollegiums tätig.